# Lunel Agglo
Die Lunel Agglo ist ein französischer Gemeindeverband mit der Rechtsform einer Communauté d’agglomération im Département Hérault in der Region Okzitanien. Sie wurde am 24. Dezember 1993 gegründet und umfasst 14 Gemeinden (Stand: 1. Januar 2019). Der Verwaltungssitz befindet sich im Ort Lunel.

## Historische Entwicklung
Mit Wirkung vom 1. Januar 2019 gingen die ehemaligen Gemeinden Saint-Christol und Vérargues in die Commune nouvelle Entre-Vignes auf. Dadurch verringerte sich die Anzahl der Mitgliedsgemeinden auf 14.
Der Dekret des Präfekten vom 28. Dezember 2023 änderte mit Wirkung zum 1. Januar 2024 die Rechtsform des Gemeindeverbands von einer Communauté de communes zu einer Communauté d’agglomération. Gleichzeitig änderte er seinen bisherigen Namen Communauté de communes du Pays de Lunel.

## Mitgliedsgemeinden
| Gemeinde               | Einwohner 1. Januar 2022 | Fläche km² | Dichte Einw./km² | Code INSEE | Postleitzahl |
| ---------------------- | ------------------------ | ---------- | ---------------- | ---------- | ------------ |
| Boisseron              | 2.178                    | 7,46       | 292              | 34033      | 34160        |
| Campagne               | 311                      | 4,84       | 64               | 34048      | 34160        |
| Entre-Vignes           | 2.186                    | 16,80      | 130              | 34246      | 34400        |
| Galargues              | 755                      | 11,43      | 66               | 34110      | 34160        |
| Garrigues              | 232                      | 4,92       | 47               | 34112      | 34160        |
| Lunel                  | 26.380                   | 23,90      | 1.104            | 34145      | 34400        |
| Lunel-Viel             | 4.497                    | 11,97      | 376              | 34146      | 34400        |
| Marsillargues          | 6.787                    | 42,71      | 159              | 34151      | 34590        |
| Saint-Just             | 3.290                    | 6,08       | 541              | 34272      | 34400        |
| Saint-Nazaire-de-Pézan | 620                      | 5,66       | 110              | 34280      | 34400        |
| Saint-Sériès           | 972                      | 4,56       | 213              | 34288      | 34400        |
| Saturargues            | 1.021                    | 5,99       | 170              | 34294      | 34400        |
| Saussines              | 992                      | 6,28       | 158              | 34296      | 34160        |
| Villetelle             | 1.698                    | 5,31       | 320              | 34340      | 34400        |
| Lunel Agglo            | 51.919                   | 157,91     | 329              | –          | –            |